# Sudîmont, Șepetivka
Sudîmont (în ucraineană Судимонт) este un sat în comuna Mîhailiucika din raionul Șepetivka, regiunea Hmelnîțkîi, Ucraina.

## Demografie
Componența lingvistică a localității Sudîmont
     Ucraineană (97,83%)
     Rusă (1,45%)
Conform recensământului din 2001, majoritatea populației localității Sudîmont era vorbitoare de ucraineană (97,83%), existând în minoritate și vorbitori de rusă (1,45%).